# Minucciano
Minucciano là một đô thị ở tỉnh Lucca trong vùng Toscana, có cự ly khoảng 90 km về phía tây bắc của Florence và khoảng 45 km về phía tây bắc của Lucca. Tại thời điểm ngày 31 tháng 12 năm 2004, đô thị này có dân số 2.419 người và diện tích là 57 km².
Minucciano giáp các đô thị: Camporgiano, Casola in Lunigiana, Fivizzano, Giuncugnano, Massa, Piazza al Serchio, Vagli Sotto.